# Giulia Fogolari
Giulia Fogolari (* 1. Januar 1916 in Venedig; † 12. Januar 2001 ebenda) war eine italienische Prähistorikerin.

## Leben
Giulia Fogolari war die Tochter des Kunsthistorikers Gino Fogolari (1875–1941). Sie studierte Archäologie an der Universität Padua und erwarb 1938 die Laurea bei Carlo Anti. Seit 1939 arbeitete sie für die Soprintendenza alle Antichità delle Venezie, die archäologische Denkmalbehörde Venetiens mit Sitz in Venedig. Von 1961 bis zu ihrem vorzeitigen Ruhestand 1978 war sie deren Leiterin als Soprintendente. Daneben lehrte sie von 1959 bis 1960 Archäologie an der Universität Triest, von 1959 bis 1985 italische Vorgeschichte und Etruskologie an der Universität Padua. Ferner war sie von 1947 bis 1963 Direktorin des Museo Nazionale Atestino in Este und von 1949 bis 1997 Direktorin des Museo provinciale di Torcello. 
Sie wurde 1987 als erste Frau Procuratore di S. Marco (bis 1998) und 1988 Mitglied der Accademia Nazionale dei Lincei.

## Veröffentlichungen (Auswahl)
- Il Museo nazionale atestino in Este. Rom 1967.
- mit Bianca Maria Scarfi: Adria antica. Alfieri, Venedig 1970.
- La protostoria delle Venezie. In: Popoli e civiltà dell'Italia antica. Band 4. Biblioteca di storia patria, Rom 1975, S. 63–222.
- mit Aldo Luigi Prosdocimi: I Veneti antichi. Lingua e cultura. Editoriale Programma, Padova 1988.